# San Antonio Nanahuatipam
San Antonio Nanahuatipam è un comune del Messico, situato nello stato di Oaxaca.